# Tigridosphaera evansi
Tigridosphaera evansi är en mångfotingart som först beskrevs av Sinclair 1901.  Tigridosphaera evansi ingår i släktet Tigridosphaera och familjen Zephroniidae. Inga underarter finns listade i Catalogue of Life.